# Little San Bernardino Mountains
Little San Bernardino Mountains är en kort bergskedja i San Bernardino County och Riverside County i södra Kalifornien, USA. Bergskedjan sträcker sig drygt 60 km åt sydöst från  San Bernardino Mountains. Little San Bernardino Mountains skiljer Coachella Valley i väst från Mojaveöknen i öst. Det finns en nationalpark, Joshua Tree National Park, i området.